# Гебхард IV фон Кверфурт
Гебхард IV фон Кверфурт (нем. Gebhard IV von Querfurt; до 1178 — после 1213 или 1216) — бургграф Магдебурга (1190 – 1213).
Второй сын бургграфа Магдебурга Бурхарда III Кверфуртского (ум. 1178) и Матильды фон Глейхен (ум. после 1200). Гебхард IV наследовал убитому в Антиохии брату Бурхарду IV (ум. 1190). Гебхард IV и его брат Конрад, канцлер императора, играли важную роль в политике империи.  Гебхард IV выступал посланником императора Генриха VI во время приготовлений к немецкому крестовому походу. Летом 1196 года, когда император выдвинулся в Италию, немецкие князья стали затягивать подготовку к походу, и император в августе послал Гебхарда IV в Германию, чтобы ее ускорить. В октябре Гебхард выступал на княжеском съезде в Эрфурте с напоминанием о походе, которое было, однако, прохладно встречено.
Гебхард IV как бургграф Магдебурга был регентом при малолетнем племяннике Бурхарде V.

## Семья
Жены: 1) Лиутгарда, дочь графа Кефернбурга Гюнтера II  (ум. после 1197) и Агнес фон Саарбрюкен (ум. до 1180). Детей не было.
2) ок. 1200 Лиутгарда фон Насау (ок. 1175/1180 — до 1222), дочь графа Рупрехта III фон Насау и Елизаветы фон Лайнинген. Дети:
- Рупрехт I (ум. 1266), архиепископ Магдебурга (1260 – 1266)
- Лиутгарда (ум. 6 мая 1263), муж: граф Вальтер IV фон Арнштейн и Барби (ум. ок. 1263)
- Гебхард V (ок. 1200 — 1237/1240), граф Кверфурта
- Бурхард II (ум. 1254/55/58), граф Мансфелда и Шрапелау, (ум. 1310)
- (вероятно незаконная) Матильда (ум. 1254), муж (1230): Герман VI фон Лобдебург (ум. после 1256)

Лиутгарда вторично вышла замуж (до 27 февраля 1217 года) за графа Германа V фон Вирнебург (ум. после 1254).